# Багенкі
Багенкі (пол. Bagienki) — село в Польщі, у гміні Тикоцин Білостоцького повіту Підляського воєводства.
Населення — 36 осіб (2011).
У 1975-1998 роках село належало до Білостоцького воєводства.

## Демографія
Демографічна структура станом на 31 березня 2011 року:
|          | Загалом | Допрацездатний вік | Працездатний вік | Постпрацездатний вік |
| -------- | ------- | ------------------ | ---------------- | -------------------- |
| Чоловіки | 16      | 4                  | 10               | 2                    |
| Жінки    | 20      | 2                  | 10               | 8                    |
| Разом    | 36      | 6                  | 20               | 10                   |